# Söderskogen
Ej att förväxla med Söderskogens naturreservat, Laholms kommun.
Söderskogen är en tätort i Håbo kommun, Uppsala län, belägen på Skohalvön strax söder om Skoklosters slott.

## Befolkningsutveckling
| Befolkningsutvecklingen i Söderskogen 1990–2020 | Befolkningsutvecklingen i Söderskogen 1990–2020 | Befolkningsutvecklingen i Söderskogen 1990–2020 | Befolkningsutvecklingen i Söderskogen 1990–2020 | Befolkningsutvecklingen i Söderskogen 1990–2020 |
| ----------------------------------------------- | ----------------------------------------------- | ----------------------------------------------- | ----------------------------------------------- | ----------------------------------------------- |
|                                                 |                                                 |                                                 |                                                 |                                                 |
| År                                              |                                                 |                                                 | Folkmängd                                       | Areal (ha)                                      |
| 1990                                            | 1990                                            |                                                 | 199                                             | 55#                                             |
| 1995                                            | 1995                                            |                                                 | 267                                             | 60                                              |
| 2000                                            | 2000                                            |                                                 | 316                                             | 60                                              |
| 2005                                            | 2005                                            |                                                 | 363                                             | 60                                              |
| 2010                                            | 2010                                            |                                                 | 378                                             | 59                                              |
| 2015                                            | 2015                                            |                                                 | 378                                             | 53                                              |
| 2020                                            | 2020                                            |                                                 | 381                                             | 53                                              |
| Anm.: Ny tätort 1995. # Som småort.             |                                                 |                                                 |                                                 |                                                 |